# Stefan Zelger
Stefan Zelger, né le 9 septembre 1995 à Bolzano, est un fondeur italien.

## Biographie
Membre du club C.S Esercito, il prend part à des compétitions de la FIS à partir de 2012 et à ses premiers championnats du monde junior en 2015. Dans sa jeunesse, il étudie et skie avec l'école de sport de Malles.
En janvier 2017, il découvre la Coupe du monde avec une participation au sprint de Toblach.
Un an plus tard, il marque ses premiers points pour le classement général avec une 27e place au sprint libre de Seefeld. Il se classe aussi septième du sprint des Championnats du monde de moins de 23 ans en 2018 à Goms.
Aux Jeux olympiques d'hiver de 2018, à Pyeongchang, il dispute son premier championnat majeur et y termine 39e du sprint classique et 56e du quinze kilomètres libre.
En 2019 à Seefeld, il prend part à ses premiers championnats du monde, passant les qualifications du sprint pour se classer 29e.
En 2020, il enregistre son meilleur résultat individuel dans la Coupe du monde avec une seizième place au sprint de Val di Fiemme lors du Tour de ski.
Avant la fin de la saison 2020-2021, il annonce la fin de sa carrière sportive.

## Palmarès

### Jeux olympiques d'hiver
| Épreuve / Édition   | Sprint                           | Sprint    | 15 km | 15 km                            | Skiathlon 2 × 15 km | 50 km | Relais | Relais    |
| Épreuve / Édition   | libre                            | classique | libre | classique                        | Skiathlon 2 × 15 km | 50 km | Sprint | 4 × 10 km |
| JO 2018 Pyeongchang | Épreuve inexistante à cette date | 39e       | 56e   | Épreuve inexistante à cette date | -                   | -     | -      | —         |

Légende :
- : pas d'épreuve
- — : Non disputée par Zelger
- DNF : abandon

### Championnats du monde
| Épreuve / Édition     | Sprint | Sprint                           | 15 km                            | 15 km     | Skiathlon 2 × 15 km | 50 km | Relais | Relais    |
| Épreuve / Édition     | libre  | classique                        | libre                            | classique | Skiathlon 2 × 15 km | 50 km | Sprint | 4 × 10 km |
| Mondiaux 2019 Seefeld | 29e    | Épreuve inexistante à cette date | Épreuve inexistante à cette date | 57e       | —                   | -     | -      | -         |

Légende :
- : pas d'épreuve
- — : Non disputée par Zelger

### Coupe du monde
- Meilleur classement général : 89e en 2020.
- Meilleur résultat individuel : 16e, sur une étape du Tour de ski.

#### Classements en Coupe du monde
| Année     | Classement général final | Classement distance | Classement sprint |
| 2017-2018 | 147e                     | -                   | 85e               |
| 2018-2019 | 118e                     | 90e                 | 85e               |
| 2019-2020 | 89e                      | -                   | 53e               |

### Coupe OPA
- 2 podiums.